# Daniel Gerson
Daniel "Dan" Gerson (Nova Iorque, 1 de agosto de 1966 — Los Angeles, 6 de fevereiro de 2016) foi um roteirista e ator norte-americano.